# Mirystycyna
Mirystycyna – organiczny związek chemiczny o działaniu psychoaktywnym występujący w olejku eterycznym gałki muszkatołowej. Cząsteczka mirystycyny zbudowana jest z dwupierścieniowego szkieletu 1,3-benzodioksolu zawierającego podstawnik metoksylowy (–OCH3) i allilowy (–CH2–CH=CH2).

## Aktywność biologiczna
Jest naturalnym insektycydem, prawdopodobnie wykazuje też działanie neurotoksyczne na komórki rakowe nerwiaka płodowego. Jest słabym inhibitorem monoaminooksydazy. 
Wbrew dawnym przypuszczeniom, mirystycyna nie jest metabolizowana do pochodnych amfetaminy; stwierdzono natomiast, że ulega ona demetylenacji i następczej metylacji.
Działanie psychoaktywne ujawnia się po spożyciu znacznie większych ilości substancji, niż jest obecna w gałce muszkatołowej stosowanej jako przyprawa kuchenna. Efekty psychoaktywne, po spożyciu sproszkowanej gałki muszkatołowej, pojawiają się po 2–7 h i trwają  do 24 h, a niektóre efekty drugorzędowe do 72 h. 